# Nila Razgotra
Dr Nila Razgotra (po pokojnom suprugu „Galant”) je izmišljeni lik koga je tumačila Parminder Nagra u televizijskoj seriji Urgentni centar. Dodavanje Parminder Nagre u glavnu postavu bilo je u 3. epizodi 10. sezone. Lik je uvršćen među „10 najzgodnijih lekarki na televiziji” društva „Mokra boja” i „16 najzgodnijih lekara na televiziji” društva „Bazfid”.

## Počeci
Nila Kaur Razgotra se prvi put pojavila krajem 2003. godine na početku 10. sezone kao darovita, ali jako povučena studentkinja medicine iz Sautala u Londonu pandžapskog i sikiskog porekla.
Kad je tek stigla u Urgentni centar, on je bio pod velikim renoviranjem i uglavnom je niko nije primetio sem dr Majkla Galanta koji ju je proveo kroz celu bolnicu i dr Grega Prata koji ju je malo muvao. Nila je jako pametna, ali nekad omane u lekarsko-bolesničkim veštinama komunikacije. To je stvorilo rasulo kada je obavestila pogrešnu ženu da joj je umro unuk.
Kao jako rezervisana pojedinka, ona se suočila sa svojom prvom velikom krizom u Opštoj kada je helikopter pao na Dan zahvalnosti i ubio dr Roberta Romana, a nju i sve ostale gurnuo do krajnjih granica. Ipak, ona je odradila svoj posao junački. Takođe je otkriveno da je Nila težak slučaj klaustrofobije koju je kasnije pobedila kada je hrabro u barokomori spasla život jednom detetu (jer je dete imalo retko trovanje ugljen-monoksidom).
Na kraju 10. sezone, Nila i Ebi Lokhart su diplomirale. Ipak, Nila je po diplomiranju imala krizu lika pa je odbila ponudu za stažiranje Univerziteta „Mičigen” i zaposlila se kao prodavačica pošto se ni jedan drugi položaj nije pojavio.
Posle nekoliko epizoda je pitala načelnicu Urgentnog centra Keri Viver za posao u Opštoj da se vrati. Kasnije se vraitla u bolnicu kad je opsednuto-prisilni stažista Hauard (tumačio ga je Endi Pauers) dao otkaz pa je Suzan Luis njoj ponudila posao koji je prihvatila.
Nila je rođena 17. aprila 1977. godine.

## Lični život
Postala je bliska sa dr. Majklom Galantom pre nego što je on preraspoređen u Irak, pogotovo kad je on preuzeo odgovornost za slučajnu smrt jednog bolesnika i tako spasao Nilu najverovatnijeg otkaza. Tokom jednog povratka, njih dvoje su započeli romantičnu vezu posle koje su ostali redovno u vezi. Kad je završio svoje službovanje, oni us se naglo venčali, ali je on ubrzo osetio potrebu da se vrati u Irak i ponovo službuje. U tom trenutku se Nila borila sa svojim osećanjima prema cimeru Reju Barnetu koji je počeo da se zaljubljuje u nju. Nile je zadržala daljinu sa Rejem kad je odlučila da se preseli kod Ebi Lokhart. Ebi i Nila su ostale najbolje drugarice tokom serije i na fakultetu, a Nila je pomogla Ebi sa učenjem, a Ebi njoj oko teškoća u komunikaciji.
U epizodi „Junak Galant i tragični Viktor”, Nila je postala udovica kada je Galant poginuo od nagazne mine blizu Mosula. I Reja i sve druge je odaljila od sebe kad su hteli da joj pruže utehu. U epizodi „Dvadesetjedan komad oružja” (kraj 12. sezone) je održana Majklova sahrana na kojoj ju je pratio dr. Gregori Prat. Ona se razbesnela na Majklovog oca jer mu je rekao da ide u rat umesto da ga spreči, ali Prat ju je utešio kada je rekao da je Galant osetio da treba da bude u Iraku i da on to zna iz svog iskustva iz Darfura. Prata su kasnije zvali iz Urgentnog centra, a ni jedno ni drugo nisu znali za pucnjavu koja se desila tamo.
U epizodi „Krvne veze” Nila i Prat su odjurili u bolnicu kad su čuli za pucnjavu da pomognu uznemirenom osoblju Urgentnog centra. Nila se onda kad je prešla na hirurgiju spremila i operisala Džerija koji je na kraju preživeo ranjavanje. Nila se ponovo srela sa bolničarem Tonijem Gejtsom (iz epizode „Dva broda” 12. sezone). Iako je još bila u žalosti za suprugom, ona se napila i poljubila ga, ali mu se kasnije izvinila. Mnoga osećanja i napetosti su se javili među njom, Gejtsom i Barnetom u neprijatnom ljubavnom trouglu. Načelnik hirurgije dr. Dubenko je oduvek poštovao Nilu i njene darovitosti, pazio je i pomagao joj oko mesta na hirurgiji. Kasnije je odlučila da ode iz Urgentnog centra i počne da radi kao hirurškinja stažistkinja. Kad je počela svoju praksu na hirurgiji, pala je pod novog strogog naddzornika hirurgije i glavnog specijalizanta dr. Dastina Krenša koji ju je naizgled sprečavao da pokaže svoje veštine. Kasnije je na hirurgiji Nila osetila da ju je preskočio i zanemario novi predavač kad joj je nova studetkinja pokrala znanje pred dr. Dubenkom. Kasnije je otkrila da dr. Dubenko gaji izvesna osećanja prema njoj kao i nova studentkinja.
Tokom Ebine i Lukine svadbe, Nila je odlučila da raskine sa Tonijem posle nabujalog osećajnog sukoba koji je prerastao u kafansku tuču između njega i Reja čime su otkrivene njihove lične teškoće pred svim zaposlenim Urgentnog centra. Zbog tuče je Rej izbačen sa svadbe, a Nila je birala između njega i Tonija. Nila je zvala Reja dok je gledala CD-ove sa ljubavnim pesmama koje joj je narezaoU početku se Rej nije javljao na mobilni kada je otišao iz kafane pijan iako mu je mobilni vibrirao. Ona se zabrinula pošto se Rej nije javljao na mobilni i nije se pojavio na poslu. Nila je otišla do njegovog stana i nije ga našla, a kasnije je otkrila da ga je udario kamion i da je prebačen u bolnicu. Pošto je izgubio obe noge, ogorčeni Rej nije mogao da oporosti Nili to što ga je povredila pa je otišao iz Čikaga da ga majka neguje kući, a njegova bivša devojka Kejti je nju krivila za njegovo stradanje što je još više uznemirilo Nilu. Na kraju 13. sezone, Nila je bila na protiv-ratnom govoru, ali se uskoro našla u opasnosti jer je izbila ogromna pometnja u gužvi. Dok ju je tražio, Toni je pokušavao da dođe do nje i pomogne dok je rulja prelazila preko ne.
Početkom 14. sezone se oporavila od nezgode i bila je kod Ebi dok je Luka bio u Hrvatskoj. Takođe je dadiljala Džoa dok je Ebi bila na poslu. Kad se vratila na posao, Gejts ju je pitao za Reja na šta je ona odgovorila da joj piše. Kejti i Nila su se ponovo posvađale kad je Kejti bila protiv Niline odluke u sali, ali je napravila budalu od sebe kad je Nila svojom odlukom spasla bolesniku život. Nila je onda rekla Kejti da joj je dosta njenog besa zbog Rejeve nesreće i da nije ona kriva za to što se desilo Reju jer „Nisam ga ja terala da pije od besa i izleće pred kamion”. Takođe je otkrila da je ni Rej ne krivi za to. Nekoliko meseci kanije su se Nile i Ebi posvađale kad je otkrila da Ebi pije. Tokom žučne rasprave, Ebi joj je rekla da joj ne drži predavanja o ljubavi jer Rej najverovatnije žali što ju je upoznao. Iako Nila nije neposrendo izrazila svoja osećanja prema Reju, po izrazu lica se videlo da je nije potpuno prošlo to što mu se desilo. Nila se jako uznemirila zbog Ebinog odgovora pa ju je izbacila iz stana. Ebi i Nila su se kasnije pomirile kad se on vratila sa odvikavanja.
Kad je odradila ortopedski staž na hirurgiji posle koga je postalo očigleno da je svi žele u svojoj ekipi za stalno, oa se vratila da radi za dr. Dubenka. Nila se ipak suočila sa neikm poslovnim i ličnim sunovratima kad se vratila: jedan pametan mladi hirurg je odlučio da hirurgija nije za njega pa je otišao na pedijatriju upkos njenim naporima da ga nagovori da ostane jer bi bio odličan hirurg, napisala je svoj datum rođenja u svom dosijeu (a niko sem Tonija ga nije zapamtio) i zbližila se sa jednom bolesnicom koju je tumačila Aida Turturo i koja je zbog razvoja zaraze umrla pa je Nila ponovo počela da ide u mestu.

## Sezona 15
U epizodi „Knjiga o Ebi” 15. sezone, Nilina drugarica Ebi je dala ostavku, napustila Urgentni centar i zaposlila se u Bostonu. Iako je bila srećna zbog drugaricinog novog srećnog početka, Nila je rekla Ebi da bi volela da je znala za to ranije i da ne može da zamisli posao u bolnici bez nje. Iako ih je razdvajao prozor dok je radila u operacionoj sali, Nila je rekla Ebi na odlasku „da bude dobra” posle čega se ona nasmešila i otišla.
Ebinim odlaskon je Nila Razgotra postala jedan od starijih glavnih likova u Urgentnom centru posle koje su Arči Moris i Sem Tagart. Nila je takođe postala prvi glavni lik u poslednjoj sezoni.
U 15. sezoni, Rej Barnet se vraito u Nilin život taman na vreme. Posle smrti Grega Prata i odlaska njene najbolje drugarice Ebi nekoliko nedelja kasnije, Rej se vratio taman „kad joj je trebao prijatelj i ponovo malo romantike”. Rej je iznenadio Nilo kad se pojavio u koastimu Frankenštajna u Noći veštica i otkrio u jednodnevnoj poseti Čikaga da je nekoliko meseci na vežbama tokom čega je dobio nove proteze i sad sam hoda. Njegovo prisustvo je očigledno imalo jak uticaj na Nilu pa ga je ona pozvala da provedu veče zajedno, ali je on otišao kad se Sajmon Brener iznenada pojavio i prekinuo njihov romantični trenutak. Rej je rekao da je konačno našao dobro mesto za svoj život i ne želi to da kvari ni sebi ni Nili, ali su se ipak poljubili i potvrdili svoja snažna osećanja prema jedno drugom. Kasnije je otkriveno da je Nila htela da ode kod Reja za dan zahvalnosti u Luizijanu, ali je otkazala put kad je čula da se Rej zabavlja sa nekom iz Džordžije.
Nili je bilo teško sa Endruom Vejdom, mladim hirurgom stažistom za kog je osećala da je previše trpan da bi bio uspešan hirurg. Kada je jedna bolesnica rekla da je imala krvarenje debelog creva, Endru se previše uplašio i nije preneo podatak Nili zbog čega je kasnije bolesnica iskrvarila. Endru je sebe krivio, a Nila ga je ukorila što joj nije rekao za to. Kasnije je rekla dr. Dubenku da neće diše da radi sa Endruom pa je on prebačen na manje vežnu hiruršku praksu. Kasnije se naljutila na Endrua jer ju je tužila porodice pokojne pošto im je on priznao da je napravio grešku. Međutim, Nila je kasnije radila sa Endruom na složenom hirurškom postupku kojim je spašeno oko jednom bolesniku, a kad se požalila što mora da uči Endrua, a dr. Dubenko joj je rekao ako to neće, da odmah može da spremi svoje stvari i ode iz Opšte. Pošto je bila kažnjena, Nila je kasnije Endruu da je odradio sjajan posao i da razume njegovu pobudu da razgovara sa porodicom bolesnika. Tužba je kasnije povučena, a Nila se pomirila sa tima da mora da uči omanju skupinu stažista.
Kasnije je u epizodi „Voditelj snova” imala prilike da se susretne sa bivšom saradnicom dr. Elizabet Kordej tokom razgovora za mesto odeljenske lekarke i započela je vezu sa Sajmonom Brenerom kad se vratio iz Australije. Međutim, u epizodi „Ljubav je bojno polje”, prikazano je da se Brener ponovo vratio iz Australije što je značilo za publiku da je Nilina veza sa Brenerom u prošloj epizodi bila samo san koji se dešavao tokom cele epizode.
U epizodi „Ljubav je boljno polje” viđeno je kako Nila vešto izbegava Sajmona Brenera i beži od njega očigledno čudno zbog svojih snova iz prethodne epizode, a on joj je rekao da ju je zvao odmah kad se vratio iz Australije da odu na večeru i ispričaju se, a čak joj je i rekao da joj je doneo poklon. Na kraju epizode je pobegla od njega, ali su se sreli na ulici. Priznala mu je da joj se sviđa i da bi želela da bude sa njim i da sad ne mora da „pilji” − aludirajući na njegov govor iz epizode „Roditeljski nadzor” u kojoj je rekao „da je predvideo to”. On se nasmešio i poljubio je i rekao da bi „radije radio nešto drugo” čime je očigledno pokazao na početak njihove veze.
U epizodi „Porodičan čovek”, Nila se ljubila sa Sajmonom u svom stanu dok joj je telefon zvonio. On joj je rekao da se ne javlja, ali se ona javila i saznala da iz Vojvođanske žele da se sastane sa načelnikom hirurgije. Iako je rekla da se sastala sa Vojvođanskom samo da bi „skinula Dubenka s' vrata”, sada je ozbiljno razmišljala da prihvati njihovu ponudu. Sajmon je bio očigledno razočaran, ali je bio veseo zbog nje.
Tokom epizode za Dan zaljubljenih „Početak kraja”, Sajmon i Nila su otkrili svoje najromantičnije proslave: njena je bila kad je imala petnaest godina i kad joj je dečko kupio plastičnu krunu, izveo je i rekao joj da zaslužuje da bude kraljica. Sajmon se u tom potpuno složio. Predložio je da zajedno odu na put. Dok je bila u bolnici, primila je CD poštom od svoje stare ljubavi Reja Barneta na kom je bila ljubavna pesma Pita Jorna. Videla se sa svojim starim odeljenskim lekarom Džonom Karterom koji je rekao da je „gušter postao profesor”. Kasnije u epizodi je dobila kartu sa odredištem označenim srcem od Sajmona Brenera. Zatim se popela na balkon koji gleda na reku Čikago i videla ga ispod, a on je dotrčao do nje i pričao joj na italijanskom. Onda joj je dao prospekt Italije i rekao joj da su sada najbliže gondoli, ali će se to promeniti i da želi da odu u aprilu na nedelju dana u Veneciju. Ona se nasmejala i rekla da je to itekako romantični predlog. On je rekao da to nije ništa i da je tek početak i time sigurno prorekao ono što će se desiti. Zajedno su proveli taj trenutak koji je doveo do nove omiljene proslave Dana zaljubljenih.
Nila je od Morisa saznala za Sajmonovo detinjstvo pa se uznemirila jer joj on nikad nije pričao o tome. Nedavnih nedelja Sajmon nij bio toliko tu i uvek je izbegavao da odgovori na pitanja o detinjstvu. Na kraju su se posvađali pa mu je ona rekla da će oboje naći nekog boljeg. To je označilo Nilin raskid sa Sajmonom.
Tokom puta u Sijetl kako bi dostavile neke organe za darivanje, Nila i Sem su na kratko upoznale Kerol Hatavej i Daga Rosa i saznale da su njih dvoje radili u Opštoj bolnici ranije.
Nila je poslednji put radila u 20. epizodi 15. sezone „promena ravnoteže” u kojoj je napustila Opštu bolnicu zauvek posle razgovora sa Sajmonom i Ebi (preko telefona). Prikazano je kako je stigla u Zdravstvenmo središte „La Šantelije” u Baton Ružu u Luizijani gde je otišla na odeljenje za rehabilitaciju gde je prikazano kako Rej pomaže bolesnicima. Tada su se njih dvoje ponovo spojili, a ona je osetila da je konačno donela pravu odluku posle niza pogrešnih u životu.
U narednoj epizodi, epizodi „Dobro mi je”, ona se na kratko pojavila preko internet kamere kad je zvala sa svog novog radnog mesta sa Rejem. On je pomenuo da je doneo neke Niline stvari od kuće na posao što je značilo da ponovo žive zajedno.
Na kraju serije, u epizodi „I na kraju…”, Nila se ponovo na kratko javila preko kamere na Frenkovom šalteru i pričala je sa Brenerom, Morisom i Karterom o svom novom životu u Baton Ružu. Ovog puta je Breneru bilo prijatnija s' obzirom na Nilinu odsutnost.